# Cennétig mac Lorcáin
Cennétig mac Lorcáin, rey de Tuadmumu, murió en 951. Era el padre de Brian Boru.

## Reinado
Cennétig era rey de los Dál gCais, una de las tribus del Déisi, pueblos súbditos en Munster. El nombre de la tribu era nuevo, apareciendo por vez primera en los años 930, y anteriormente habían sido una parte indistinguible entre los Déisi. Los reyes de Munster de esta época procedían de los Eóganachta, un grupo vasto y complejo de parentelas que se decían descendientes de Éogan Mór. Los hombres sabios de los Dál gCais crearon una nueva y "mejorada", genealogía para sus reyes, localizando su origen en el hermano de Eógan Mór, Cormac Cass. 
Los Dál gCais tenían su base en el este del Condado de Clare, en la región conocida como Tuadmumu (más tarde Thomond), un nombre que aparece por vez primera en 944 en el informe de la derrota de Cennétig en Gort Rotacháin por el rey Eóganachta Cellachán Caisil.

## Muerte
El informe de la muerte de Cennétig muerte en 951 le menciona como "rey de Tuadmumu".

## Hijos
Cennétig parece para tener tenido muchos hijos, quizás 11 hijos, incluyendo a Brian Boru. Su hija Órlaith fue la mujer del Rey Supremo de Irlanda Donnchad Donn. Órlaith fue asesinada en 941, presuntamente por adulterio con su hijastro Óengus. 
Dos de sus hijos—Dub y Finn—se dice que murieron en Gort Rotacháin en 944, dos—Donncuan y Echthighern—en 950 durante la invasión de Munster por el sucesor de Donnchad Donn, Congalach Cnogba. Lachtna aparentemente sucedió a su padre, pero murió poco después, siendo sucedido por su hermano Mathgamain. Cuándo Mathgamain fue asesinado en 976, el último hijo de Cennétig, Brian, se puso al frente de los Dál gCais. Derrotaría a los Eóganacht y se convertiría en Rey Supremo de Irlanda. Otro hijo, Marcán, fue Abad de Tuamgraney y posteriormente Inis Cealtra hasta su muerte en 1003.